# Central nuclear de Zaporíjia
La central nuclear de Zaporíjia (ucraïnès: Запорізька АЕС, Zaporizska AES) a Ucraïna és la central nuclear més gran d'Europa i la tercera del món, darrere de la central nuclear de Kashiwazaki-Kariwa i la central nuclear Bruce.
Està ubicada a Ucraïna central, a Enerhodar, prop de la ciutat de Zaporíjia, a la riba de l'embassament de Kajovka, al riu Dnièper. Té sis reactors d'aigua pressuritzada VVER-1000 cadascun amb un rang de potència de 950 MWe amb una sortida d'energia total de 5.700 MWe. Els primers cinc van ser posats en línia reeixidament entre 1985 i 1989, i el sisè va ser afegit el 1995. La central genera al voltant de la meitat de l'energia elèctrica nuclear del país i més d'una cinquena part del total d'energia generada a Ucraïna.
En el marc de la Invasió russa d'Ucraïna de 2022, el 2 de març, la central va caure en poder de les tropes russes. En aquest mateix marc, tropes russes van prendre control de la planta i per conseqüència del foc creuat va haver-hi un focus d'incendi.
El 6 de juny de 2023, la presa de Nova Kakhovka a Ucraïna va cedir, provocant grans inundacions curs avall del riu. La presa estava situada al riu Dniéper a l'oblast de Kherson. Les autoritats russes i ucraïneses es van culpar mútuament de la destrucció. Malgrat que amb l'aigua de l'embassament es refrigeraven els reactors de la central nuclear, l'Agència Internacional de l’Energia Atòmica no hi va veure un risc immediat d'entrada.